# Georgi Dimitrow
Georgi Dimitrow Michajłow, bułg. Гео̀рги Димитро̀в Миха̀йлов (ur. 18 czerwca 1882 w Kowaczewci, zm. 2 lipca 1949 w Barwisze pod Moskwą) – bułgarski działacz komunistyczny, w latach 1934–1943 sekretarz generalny Międzynarodówki Komunistycznej, premier Bułgarii w latach 1946–1949.

## Życiorys

### Młodość i wczesna działalność
Pochodził z rodziny rzemieślników pochodzenia macedońskiego, jego rodzice zbiegli z rodzinnej ziemi przed prześladowaniami tureckimi. W wieku dwunastu lat został zatrudniony w drukarni. To w miejscu pracy pierwszy raz zetknął się z ruchem robotniczym i z ideologią marksistowską. W 1901 był już członkiem władz miejscowego związku zawodowego, zaś od roku następnego działał w Bułgarskiej Robotniczej Partii Socjaldemokratycznej. Po kilku latach wszedł do komitetu centralnego partii.
W 1914 został skazany na karę więzienia, razem z innymi działaczami bułgarskiej lewicy marksistowskiej, za prowadzenie na łamach pisma „Wiadomości Robotnicze” propagandy antywojennej i udział w manifestacjach o takim charakterze. Po zwolnieniu ponownie zaangażował się w ruch robotniczy. 22 grudnia 1918 został aresztowany powtórnie po wygłoszeniu przemówienia do strajkujących górników z Pernika.

### Udział w powstaniu wrześniowym
Po wyjściu z więzienia wrócił do aktywności politycznej i publicystycznej. Odgrywał coraz większą rolę w kierownictwie utworzonej w 1919 Bułgarskiej Partii Komunistycznej. W 1923 opublikował w „Wiadomościach Robotniczych” artykuł wzywający Bułgarów do walki z „dyktaturą burżuazji” i do udziału we „froncie antyfaszystowskim”. Bułgarska Partia Komunistyczna zajęła stanowisko neutralne wobec zamachu stanu przeprowadzonego przez polityków Bloku Konstytucyjnego, Partii Narodowo-Liberalnej, Partii Ludowo-Postępowej, WMRO oraz prawicowych wojskowych należących do Ligi Wojskowej przeciwko rządowi Bułgarskiego Ludowego Związku Chłopskiego. We wrześniu tego samego roku pozostał na wolności po masowych aresztowaniach komunistów dokonanych przez rząd Aleksandra Cankowa. Razem z Wasylem Kołarowem 14 września 1923 wezwał do strajku politycznego, który został jednak szybko odwołany przez sekretarza organizacyjnego Bułgarskiej Partii Komunistycznej Todora Łukanowa. 20 września partia wezwała do powstania zbrojnego, a Dimitrow został członkiem kierującego nim komitetu wojskowo-rewolucyjnego. Wystąpienie zakończyło się całkowitą klęską. Uciekając przed falą represji przeciwko lewicy, Dimitrow i Kołarow udali się do Wiednia, gdzie 27 października 1923 założyli Komitet Zagraniczny Bułgarskiej Partii Komunistycznej. Następnie Dimitrow osiadł w Niemczech.

### Pożar Reichstagu

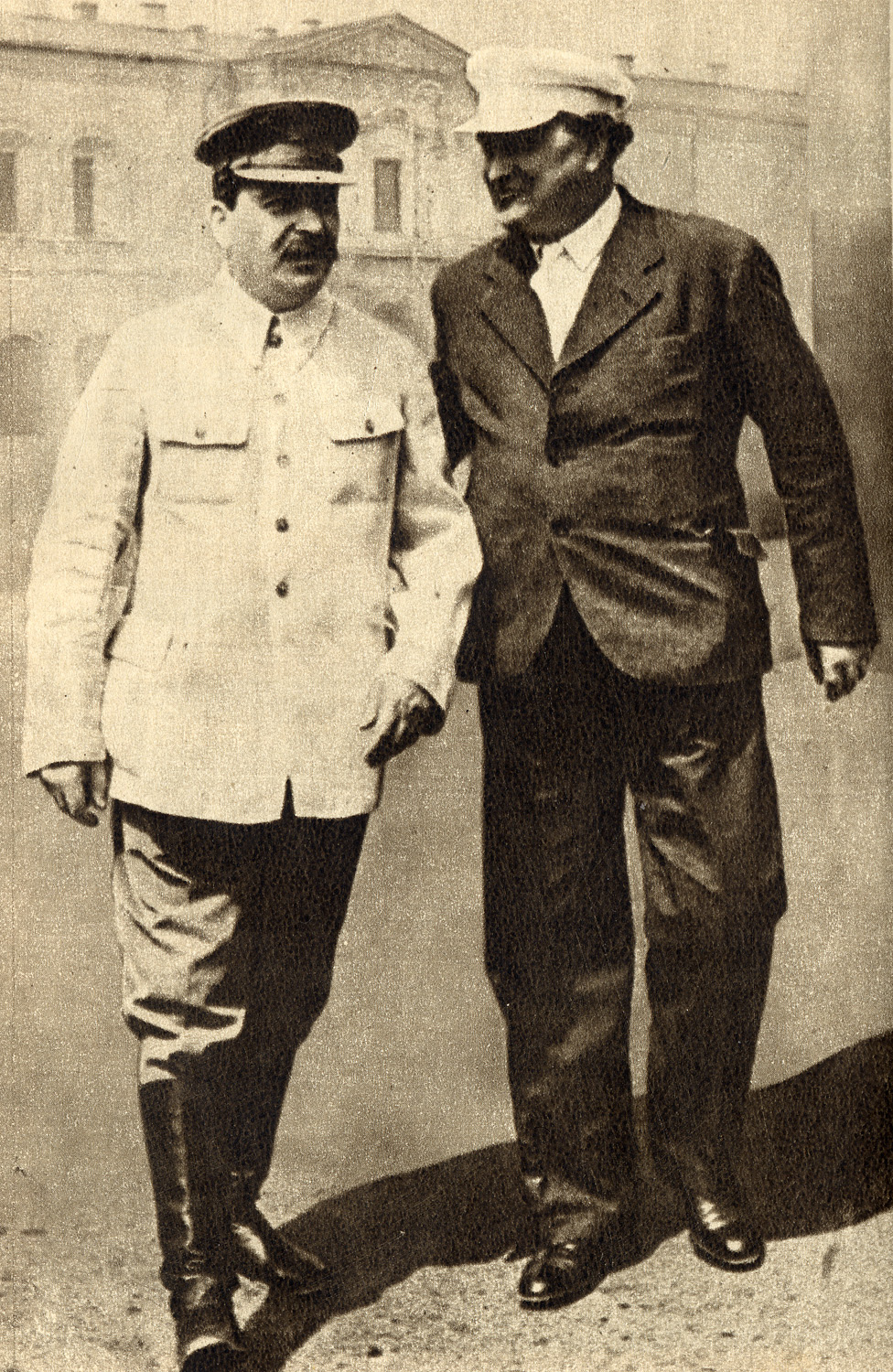
Dimitrow ze Stalinem w Moskwie, 1936

W lipcu 1933, wraz z Marinusem van der Lubbe, Ernstem Torglerem, Błagojem Popowem i Wasylem Tanewem, został oskarżony o podpalenie Reichstagu i zdradę stanu (niem. Hochverrat) i postawiony przed sądem w Lipsku. Podczas procesu zdobył rozgłos śmiałą postawą. Wyrok, częściowo niepodlegający apelacji, zapadł 23 grudnia 1933. Oskarżeni: Dimitrow, Popow, Tanew i Torgler zostali uniewinnieni z braku wystarczających dowodów, a van der Lubbe skazany na śmierć. Po zapadnięciu wyroku był objęty aresztem prewencyjnym. W 1934 został wydalony z III Rzeszy i wyjechał do ZSRR, gdzie przebywał do 1945. Otrzymał obywatelstwo radzieckie i rozpoczął działalność w strukturach Kominternu. W 1934 został jego sekretarzem generalnym i pozostawał nim do 1943, tj. do rozwiązania organizacji. Radziecka propaganda wykorzystywała jego popularność zdobytą po procesie w sprawie podpalenia Reichstagu. Na VII Kongresie Kominternu wygłosił przemówienie, w którym głosił konieczność tworzenia frontów ludowych – antyfaszystowskich koalicji partii komunistycznych z socjaldemokratami i innymi partiami demokratycznymi, które dotąd zaliczano do sił reakcyjnych. Politykę tę Międzynarodówka przyjęła rok później po dyskusjach i sporach wewnętrznych. Koncepcja frontów ludowych obowiązywała do okresu wielkiej czystki, w czasie której na polecenie Stalina zamordowano przywódców zagranicznych partii komunistycznych.
Nadzorował likwidację Komunistycznej Partii Polski oraz powstanie i działalność Polskiej Partii Robotniczej.
Po likwidacji Komiternu Dimitrowowi powierzono stanowisko przewodniczącego wydziału stosunków zewnętrznych KPZR. Nadal utrzymywał kontakty z komunistami europejskimi i przedstawicielami lewicowych ruchów antyfaszystowskich. Brał udział w organizacji antyniemieckiej partyzantki bułgarskiej i przejęcia władzy przez komunistów w Bułgarii w 1944. W 1943 zapadł na zdrowiu i w 1945 był leczony w szpitalu w Moskwie.

### Premier Bułgarii
W 1946 wrócił do Bułgarii, gdzie pełnił funkcje sekretarza generalnego KC Bułgarskiej Partii Robotniczej i premiera (od 21 listopada 1946).
Działalność Dimitrowa jako premiera była z biegiem czasu coraz silniej krytykowana przez Stalina. Radziecki dyktator zarzucał mu brak inicjatywy, przecenianie pokojowej taktyki przejmowania władzy przez komunistów i niezrozumienie „nieuniknionego procesu zaostrzania się walki klasowej”.
Rząd Dimitrowa nie mógł prowadzić samodzielnej polityki zagranicznej z powodu statusu politycznego Bułgarii, która była krajem pokonanym w wojnie, pozostającym w radzieckiej strefie wpływów. Znaczącą zmianę w relacjach międzynarodowych kraju przyniosło zwycięstwo komunistów w Jugosławii, coraz poważniej rozważana była możliwość powołania federacji obu państw (Federacja Bałkańska). Josip Broz Tito opowiadał się przy tym za nadaniem Bułgarii statusu kolejnej jugosłowiańskiej republiki, podczas gdy Dimitrow chciał związków dwóch równorzędnych podmiotów. W 1947 oba kraje podpisały umowę sojuszniczą. Apele Dimitrowa o poszerzenie federacji o kolejne państwa bałkańskie spotkały się z krytyką na łamach „Prawdy”, co było pierwszym takim atakiem na przywódcę satelickiego państwa ze strony ZSRR.
10 lutego 1948 przybył do Moskwy na spotkanie ze Stalinem, który skrytykował go, podobnie jak Titę (który nie przyjechał do ZSRR osobiście), za samowolne podjęcie działań na rzecz powołania Federacji Bałkańskiej. Stalin zażądał, by federacja została utworzona na warunkach proponowanych przez Dimitrowa, a następnie poszerzona o Albanię. Sugestie te Tito odrzucił. Sprawa Federacji Bałkańskiej przyczyniła się do ostatecznego zerwania stosunków jugosłowiańsko-radzieckich.
Za zgodą Dimitrowa w kwietniu 1949 wicepremier rządu Trajczo Kostow został odwołany ze stanowiska. W grudniu tego samego roku Kostow został oskarżony o szpiegostwo i skazany na śmierć po pokazowym procesie. Dimitrow odegrał czołową rolę w ustanowieniu w Bułgarii rządów komunistycznych na wzór stalinowski, likwidacji opozycji i przyjęciu kursu polityki zagranicznej zgodnego z interesami ZSRR.
W grudniu 1948 Dimitrow jeszcze raz spotkał się w Moskwie ze Stalinem i ponownie został agresywnie skrytykowany za sposób sprawowania władzy w Bułgarii. Był już wówczas poważnie chory. Zmarł pół roku później w ZSRR, w trakcie pobytu na leczeniu. Abdurachman Awtorchanow sugerował, że został zamordowany na polecenie Stalina.

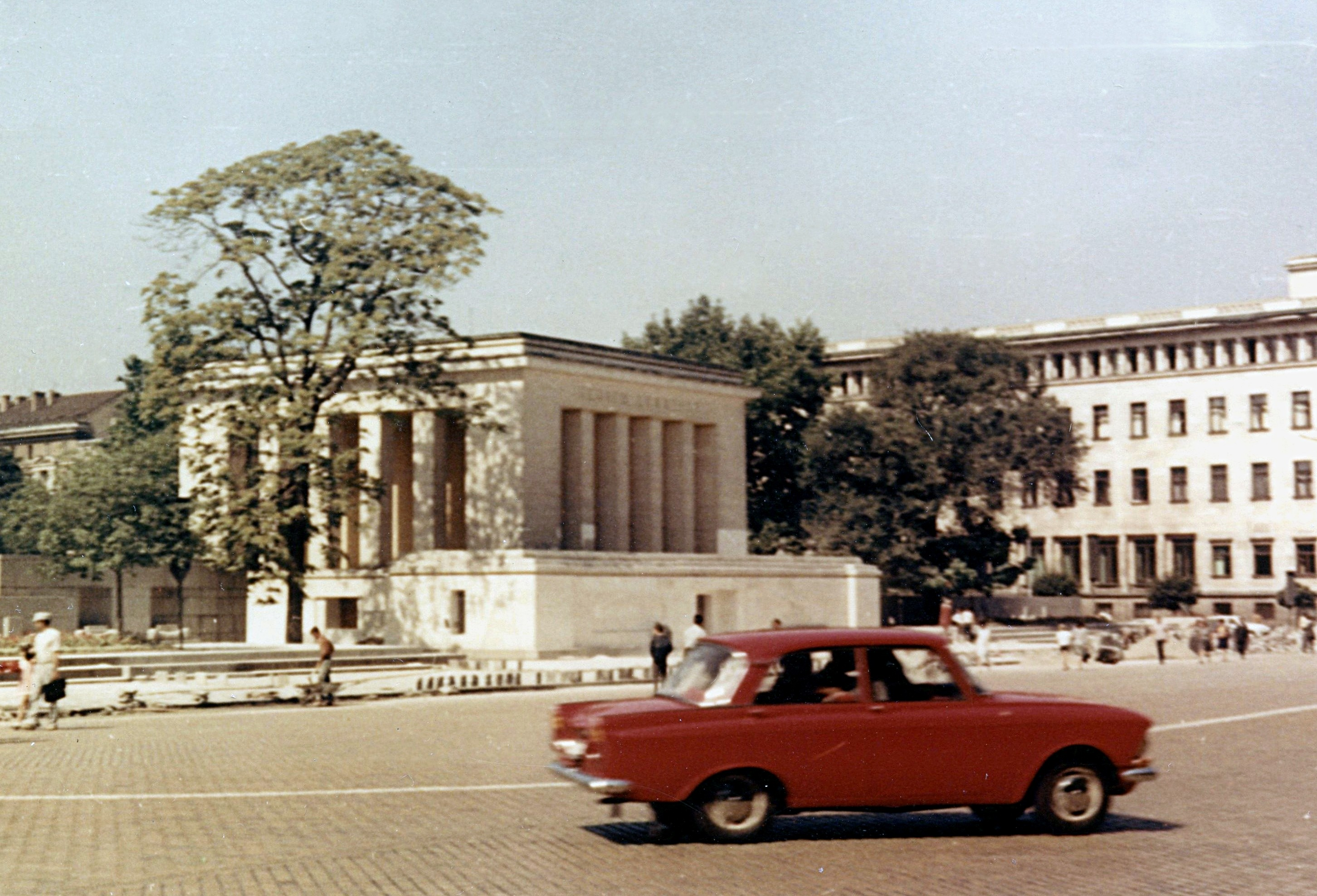
Mauzoleum Dimitrowa w Sofii, widok z 1969

Pochowano go w specjalnie zbudowanym mauzoleum w Sofii, wzorowanym na moskiewskim mauzoleum Lenina. W 1990 ciało przeniesiono na cmentarz, a mauzoleum zburzono w 1999 roku.
Autor pamiętników.
W 1948 otrzymał Order Odrodzenia Polski I klasy. Na jego cześć nazwano nowo powstałe miasto w ówczesnej Ukraińskiej Socjalistycznej Republice Radzieckiej. 

## Instytucje w Polsce im. Dimitrowa
W latach 1984–1993 jego imię nosiła Wyższa Szkoła Rolniczo-Pedagogiczna w Siedlcach (ob. Uniwersytet Przyrodniczo-Humanistyczny) oraz w latach 1967–1991 XI Liceum Ogólnokształcące w Poznaniu (obecnie im. Jadwigi i Wacława Zembrzuskich). Jego imieniem nazwano również kopalnię węgla kamiennego w Bytomiu (późniejsza KWK Centrum) oraz Zakłady Wytwórcze Aparatury Rozdzielczej (przemianowane później na Zakłady Wytwórcze Aparatury Wysokiego Napięcia), obecnie ABB Sp. z o.o.